# Rožná
Rožná (deutsch Roschna, auch Rosna bzw. Rozna) ist eine Gemeinde in Tschechien. Sie liegt sechs Kilometer südlich von Bystřice nad Pernštejnem und gehört zum Okres Žďár nad Sázavou.

## Geographie
Rožná befindet sich an der Einmündung der Rožínka in die Nedvědička in der Böhmisch-Mährischen Höhe. Im Norden erhebt sich die Zlatkovská hora (540 m), nordöstlich erhebt sich der Hradisko (528 m), im Südosten die Zadní končini (552 m) und südlich die Dejmalka (600 m). Im Osten liegt der Tempelwald. Nördlich befand sich das einzige noch in Betrieb stehende Uranerzbergwerk Tschechiens. Durch den Ort führt die Bahnstrecke von Nové Město na Moravě nach Tišnov.
Nachbarorte sind Dvořiště und Rodkov im Norden, Zlatkov im Nordosten, Josefov und Suché Louky im Osten, Jabloňov und Věžná im Südosten, Střítež im Süden, Milasín im Südwesten, Dolní Rožínka im Westen sowie Zvole und Horní Rožínka im Nordwesten.

## Geschichte
Die erste urkundliche Erwähnung von Rožná erfolgte im Jahre 1349, als Blud von Kralice den Ort zusammen der Burg Zubštejn und weiteren Dörfern an Imram de Lapide (Jimram z Kamene) zurückgab. Der Ort ist wesentlich älter, der Bau der Kirche des hl. Gallus erfolgte etwa hundert Jahre zuvor. Auf dem Hradisko bestand im 13. Jahrhundert eine hölzerne Befestigungsanlage. 1358 fiel die Herrschaft Zubstein an Markgraf Johann Heinrich zurück. 1384 belehnte Markgraf Jobst Heralt von Kunstadt mit den Burgen Zubstein und Pyšolec. Ab 1417 war Boček III. von Podiebrad Besitzer des Dorfes. Dieser verkaufte die Güter an Jan Hlaváč von Ronov. Weitere Besitzer waren Wilhelm I. von Pernstein und Wenzel Sturm von Ronow. Ab 1448 gehörte Rozna erblich Johann von Pernstein und war ein Teil der Herrschaft Pernstein. Seit 1500 ist die Ansiedlung Dvořiště nachweisbar. 1596 verkaufte Johann von Pernstein Rožná zusammen mit Mitrov an Paul Katharyn von Katharn. Rožná wurde 1656 von der Herrschaft Mitrov abgetrennt und 1660 zusammen mit Jabloňov, Milasín und Bukov an Maximilian von Liechtenstein-Kastelkorn auf Pernstein verkauft. Im Jahre 1675 bestand Roschna aus 14 Anwesen. Bis 1720 bildete Roschna ein besonderes Gut der Herrschaft Pernstein, danach wurde es mit der Herrschaft vereinigt.
Im Jahre 1765 entstand das Pfarrhaus. Seit dem 18. Jahrhundert wurde am Hradisko nachweislich Bergbau betrieben. Die Anlegung der ersten Stollen erfolgte jedoch deutlich früher und auch unterhalb von Rožná wurden alte Stollensysteme aufgefunden. Neben dem Bergbau am Hradisko wurden bei Rožná auch Eisengruben betrieben; diese kaufte 1860 die Stiepanauer Eisenhütte auf. Johann Nepomuk Mitrovský von Nemyšl, der die Herrschaft Zámecká Rožínka von 1781 bis 1799 besaß, war ein Förderer der Aufklärung und ließ westlich des Dorfes den Waldpark Tempel anlegen. Mit dem Tempel der Aufklärung entstand dort seine Familiengrablege. Im Jahre 1790 bestanden in Roschna 39 Häuser mit 307 Einwohnern.
Nach der Aufhebung der Patrimonialherrschaften bildete Rožná / Roschna ab 1850 mit dem Ortsteil Dvořiště eine Gemeinde im Bezirk Neustadtl. 1949 wurde die Gemeinde im Zuge der Auflösung des Okres Nové Město na Moravě dem Okres Bystřice nad Pernštejnem zugeordnet. 1961 erfolgte die Eingemeindung von Josefov (mit Suché Louky) und Zlatkov, zugleich kam das Dorf zum Okres Žďár nad Sázavou.

## Uranbergwerk Rožná
Zwischen 1954 und 1956 wurde bei geologischen Erkundungsarbeiten im Tal der Nedvědička eine abbauwürdige Uranlagerstätte aufgefunden. 1957 wurde am Tempelwald die Zeche Rožná I abgeteuft. Ab 1958 erfolgte die Förderung von Uraninit. 
Der zum Staatsunternehmen DIAMO s.p. gehörige Zweigbetrieb o.z. GEAM Dolní Rožínka war das einzige noch betriebene Uranbergwerk Tschechiens. Die Förderung erfolgte aus einer Teufe von bis zu 1000 m. Zuletzt wurden Pechblende und Coffinit gefördert. Insgesamt wurden in 60 Jahren 20.000 Tonnen Uran gefördert.
Anfang 2017 wurde die Einstellung des Betriebs bekanntgegeben und mit dem Abriss von Gebäuden begonnen. Der Betrieb wurde zum 27. April 2017 eingestellt. Falls eine Eignung vorliegt, soll das ehemalige Bergwerk als Endlager für radioaktive Abfälle genutzt werden. Das Gelände soll renaturiert werden.

## Ortsgliederung
Die Gemeinde Rožná besteht aus den Ortsteilen Josefov (Josefsdorf), Rožná (Roschna) und Zlatkov (Zlatkow) sowie den Ansiedlungen Dvořiště (Kolonie Dworziste) und Suché Louky (Dürrwies). Grundsiedlungseinheiten sind Dvořiště, Josefov, Rožná und Zlatkov.
Das Gemeindegebiet gliedert sich in die Katastralbezirke Josefov u Rožné, Rožná und Zlatkov.

## Sehenswürdigkeiten
- Kirche St. Gallus, die 1398 erstmals schriftlich nachweisbare Kirche wurde in der zweiten Hälfte des 13. Jahrhunderts errichtet
- Waldpark Templ (Lesopark Templ) mit der Grabkapelle „Tempel der Aufklärung“ und ägyptischem Obelisk, westlich des Dorfes
- gusseiserne Brücke, am Pfarrhaus
- der Hügel Hradisko gilt als eine der bedeutendsten Mineralienfundstätten des Landes
- Kapelle der Jungfrau Maria von Lourdes, errichtet 1895
- Kapelle der hl. Dreifaltigkeit in Zlatkov